# 5S
5S（ごエス、ごーエス）とは、製造業・サービス業などの職場環境の維持改善で用いられるスローガンである。各職場において徹底されるべき事項を5つにまとめたもので、4S運動に「躾」（習慣化の場合もある）を加えた5項。

## 概要
名前は、5項目のローマ字での頭文字がいずれもSとなっている事に由来する。5Sに基づいた業務管理を5S管理・5S活動などと呼ぶ。
整理（せいり、Seiri）
いらないものを捨てる
整頓（せいとん、Seiton）
決められた物を決められた場所に置き、いつでも取り出せる状態にしておく
清掃（せいそう、Seisou）
常に掃除をする
清潔（せいけつ、Seiketsu）
3S（上の整理・整頓・清掃）を維持し職場の衛生を保つ
躾（しつけ、Shitsuke）
決められたルール・手順を正しく守る習慣をつける

5S自体による効果は職場環境の美化、従業員のモラル向上などが挙げられる。5Sの徹底により得られる間接的な効果として、業務の効率化、不具合流出の未然防止、職場の安全性向上などが挙げられているが、メリットもデメリットもある。

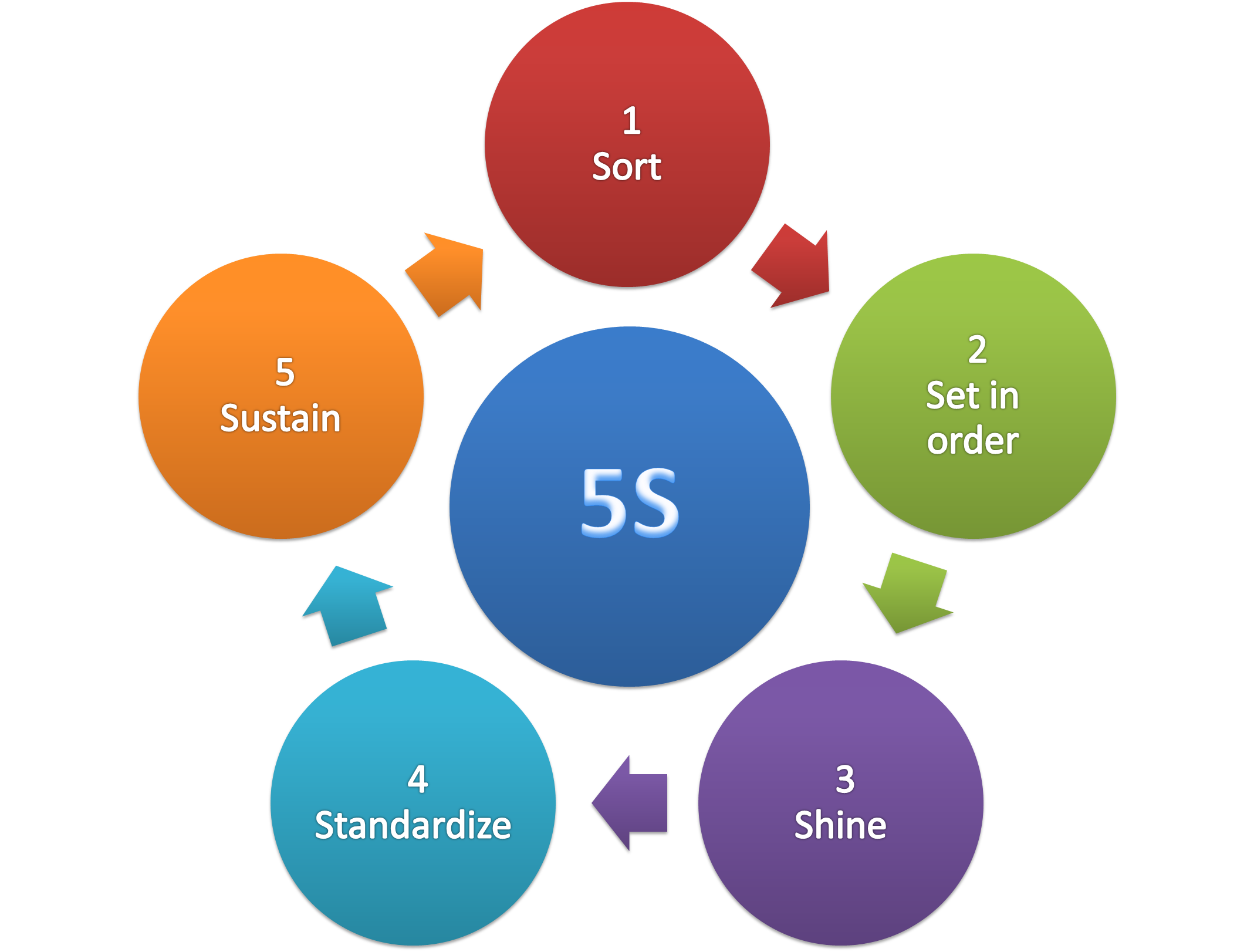
英語での5S

日本で生まれた概念だが、日本国外で用いられることもあり、「ファイブ・エス (five S)」と言う。

## 5S活動の事例
ニデックグループでは「作法」を加えて「6S」または「3Q6S」とする。東芝グループでは「しっかり」「しつこく」を追加して「7S」とすることがある。プロトコーポレーションでも7Sとしており、各階で掃除管理人を定める。セガ エンタテインメントでは「習慣」「しつこく」「しっかり」「信頼」「スパイラルアップ」を追加して「10S〜マネージメントの基本〜」とし、アミューズメント施設店舗で復唱が行われている。